# ブリエンツ湖
ブリエンツ湖（ブリエンツこ、ブリエンツァーゼー/Brienzersee）は、スイス、ベルン州、ベルナーオーバーラント地方にある湖である。ユングフラウやアイガーなどがあるベルナーアルプスの北に位置し、ブリエンツ湖から流れ出る水はトゥーン湖を経てアーレ川に注いでいる。ブリエンツ湖とトゥーン湖の間には、インターラーケンがある。
湖は東西に細長く形成され、長さ約14km、幅約2.8km、最大水深は260mである。湖の名称は、北岸の湖畔に位置する木彫りで有名な村、ブリエンツがある。湖畔のブリエンツからブリエンツァー・ロートホルン山頂まで伸びるブリエンツ・ロートホルン鉄道では、夏の間蒸気機関車の定期運行がある。
ブリエンツ湖の北岸には、ブリエンツの他、オベルリート、ニーデルリートなど、南岸にはギースバッハ、イゼルトヴァルトなどの村や集落が点在し、BLS株式会社の運行による5艘の船が各停泊地を結んでいる。